# Billerica
La ville de Billerica (en anglais [bɪlˈrɪkə]) est située dans le comté de Middlesex, dans le Massachusetts, aux États-Unis.
La ville a été établie par des familles provenant de Cambridge et de Charlestown Village (plus tard Woburn). Le plus ancien canal des États-Unis, le Middlesex canal, qui traversait Billerica entre 1775 et 1852 servait au transport de marchandises entre Lowell et Boston. Le site d'un cimetière indien datant de l'an 1 000 av. J.-C. se trouve sur le territoire de la ville.
La ville s'étend aujourd'hui sur 68,3 km2, comprenant 1,3 km2 d'eau (1,90 % de la surface totale).

## Démographie
| Groupe            | Billerica | Massachusetts | États-Unis |
| ----------------- | --------- | ------------- | ---------- |
| Blancs            | 90,2      | 80,4          | 72,4       |
| Asiatiques        | 5,5       | 5,3           | 4,8        |
| Afro-Américains   | 2,1       | 6,6           | 12,6       |
| Métis             | 1,4       | 2,6           | 2,9        |
| Autres            | 0,7       | 4,7           | 6,4        |
| Amérindiens       | 0,1       | 0,3           | 0,9        |
| Total             | 100       | 100           | 100        |
|                   |           |               |            |
| Latino-Américains | 2,6       | 9,6           | 16,7       |

Selon l'American Community Survey, pour la période 2011-2015, 87,67 % de la population âgée de plus de 5 ans déclare parler anglais à la maison, alors que 2,08 % déclare parler l'espagnol, 2,01 % le portugais, 0,92 % l'italien, 0,70 % l'hindi, 0,65 % le français, 0,64 % le gujarati, 0,62 % le polonais, 0,54 % une langue chinoise et 4,15 % une autre langue.

## Économie
Le siège social d'Entegris se trouve à Billerica.